# مسابقة الاتحاد الإفريقي الأولمبية للنساء 2012
مسابقة الاتحاد الأفريقي الأولمبية للنساء 2012 سوف تحدد الفريقين الذين سيتاهلون للمشاركة في الألعاب الأولمبية 2012. البطولة التمهيدية سوف تقسم إلى ثلاث جولات. ستكون أول ثلاث جولات منها جولات خروج المغلوب، والجولة النهائية ستكون جولة دور مجموعات.

## الدور الأول
المباراة الأولى تلعب في 2 أكتوبر والمباراة الثانية في 23 أكتوبر 2010.
| الفريق الأول | إجم. | الفريق الثاني | مباراة الذهاب | مباراة الإياب |
| ------------ | ---- | ------------- | ------------- | ------------- |
| بوتسوانا     | 2–6  | زامبيا        | 1–4           | 1–2           |

## الدور الثاني
مباراة الذهاب لعب في 14 يناير ومباراة الإياب في 28 يناير 2011.
| الفريق الأول                | إجم.      | الفريق الثاني    | مباراة الذهاب | مباراة الإياب |
| --------------------------- | --------- | ---------------- | ------------- | ------------- |
| الغابون                     | —         | غينيا الاستوائية | —             | —             |
| أنغولا                      | 2–2 (ه.ا) | ناميبيا          | 2–2           | 0–0           |
| الكونغو                     | —         | نيجيريا          | —             | —             |
| الكاميرون                   | 6–0       | مالي             | 5–0           | 0-1           |
| غينيا                       | 1–7       | غانا             | 1–2           | 0–5           |
| جمهورية الكونغو الديمقراطية | 0–3       | إثيوبيا          | 0–0           | 0–3           |
| المغرب                      | 1–3       | تونس             | 0–3           | 1–0           |
| زامبيا                      | 1–5       | جنوب إفريقيا     | 1–2           | 0–3           |

## الدور الثالث
The first leg will be played on 1–3 April, second leg on 15–17 April.
| الفريق الأول | إجم.                                   | الفريق الثاني    | مباراة الذهاب | مباراة الإياب |
| ------------ | -------------------------------------- | ---------------- | ------------- | ------------- |
| إثيوبيا      | 2–2 (قانون أهداف خارج الديار)          | غانا             | 1–0           | 1–2           |
| الكاميرون    | 0–21                                   | غينيا الاستوائية | 0–0           | 0–2           |
| نيجيريا      | 9–0                                    | ناميبيا          | 7–0           | 2–0           |
| جنوب إفريقيا | 1–1 (6–5 ركلات جزاء ترجيحية (كرة قدم)) | تونس             | 1–0           | 0–1           |

1 Equatorial Guinea were ejected from the competition for fielding an ineligible player, Jade Boho; Cameroon were advanced to the final round.
وطرد غينيا الاستوائية من المنافسة على اشرك لاعبا بشكل غير قانوني.فصعدت الكاميرون إلى الدور النهائي. بديل عن غينيا الاستوائية.